# Beddomeia zeehanensis
Beddomeia zeehanensis é uma espécie de gastrópode  da família Hydrobiidae.
É endémica da Austrália.